# Il ventesimo duca
Il ventesimo duca è un film del  1945 diretto da Lucio De Caro.

## Trama
Cristiano, figlio unico di un severo duca, si vede rifiutare, dal padre, duca di Bressy, la sua richiesta di sposare un'attrice teatrale Freddie, sino a decidere di fuggire dal castello in compagnia della sua amata.
Il giovane duca diventato padre muore precocemente, lasciando nella disperazione la moglie e la piccola Alice, le due tentano di riprendere i contatti con il vecchio signore ma costui rifiuta qualunque riavvicinamennto, solo dopo alcuni anni il duca di Bressy si convince ad ospitare nel suo castello la nipote che credeva essere un maschio. Costei per non disilluderlo si presenta in abiti maschili e riesce ad entrare nelle grazie del nonno.
Un principe ospite del castello si innamora della giovane ed alla fine dopo non poche vicissitudini i due potranno sposarsi.

## Critica
«Non è la prima volta che L'ultimo Lord di Ugo Falena appare sullo schermo, le precedenti versioni entrambe dirette da Augusto Genina risalgono al 1926 e 1931. L'invenzione si presta e ci sono due belle parti: quella del nonno nobiluomo e quella della nipote. Il nuovo remake calmo nello svolgimento anche se un po' troppo rapidamente si scioglie, finisce per farsi gustare. La fotografia, la regia di De Caro, sono accurate e a volte fin troppo...» dal Corriere d'Informazione del 6 gennaio 1946.

## Produzione
Prodotto da Vittorio Vassarotti, tratto dalla commedia L'ultimo Lord di Ugo Falena, la pellicola venne girata a Cinecittà nel 1943,  dopo di che, con non pochi contrattempi uscì nelle sale solo nel 1945.